# Butla nurkowa

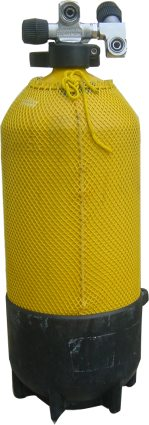
Butla nurkowa

Butla nurkowa – zbiornik ciśnieniowy w kształcie cylindra, zakończony gwintowaną szyjką z zaworem, używany do przechowywania czynnika oddechowego. Butle mają różną pojemność, od 1 l do 18 l i pracują pod maksymalnym ciśnieniem 150 at, 200 at, 220 at, 300 at. Mogą być używane pojedynczo lub po kilka w zestawach butlowych.

## Materiał i produkcja
Butle są wykonane z jednego kawałka metalu (bez szwu), zapewnia to wysokie właściwości fizyczne, w tym odporność na naprężenia podczas wielokrotnego napełniania mieszaninami oddechowymi.
Butle nurkowe są wykonywane ze:
- stali
- stopów aluminium
- kevlaru

Butle wykonane ze stali (stal chromowa, chromowo-molibdenowa) charakteryzują się większym  ciężarem, mocno ujemną pływalnością w wodzie niższą odpornością na korozję, a także wypukłym dnem, w przeciwieństwie do butli wykonanych z aluminium. Butle kevlarowe są lekkie i wytrzymałe, w nurkowaniu jednak mało popularne.

## Właściwości, kształt, zastosowanie
Większa wytrzymałość stali oraz większa gęstość, a co za tym idzie ciężar właściwy w porównaniu z aluminium pociągają za sobą odmienne właściwości samych butli. Pozwala to budować butle o cieńszej ściance, zdolne jednocześnie wytrzymać większe obciążenia eksploatacyjne (potrzeba odpowiednio mniej stali niż aluminium do wykonania butli o takiej samej wytrzymałości). Sytuacja zmienia się po zanurzeniu stalowej butli w wodzie. Również tutaj jest ona znacznie cięższa od aluminiowej (jest ujemnie pływalna). Pełna butla aluminiowa włożona do wody ma tylko nieznacznie ujemną pływalność, a pusta ma pływalność dodatnią (unosi się na powierzchni, cięższym zaworem do dołu). Ma to bezpośredni wpływ na ilość balastu zabieraną przed zanurzeniem. Cięższa, stalowa butla wymaga mniej oraz nie powoduje „wyciągania” nurka na powierzchnię pod koniec nurkowania.
Butla stalowa, nawet wykonana ze stopów zapobiegających korozji pokrywa się rdzą (również w środku). Tym szybciej im bardziej słone i wilgotne środowisko. Z tego powodu do nurkowania w morzach i oceanach używane są częściej butle aluminiowe, chociaż nie jest to regułą.
Butle stalowe mają w wyniku procesu produkcyjnego dłuższą szyjkę niż aluminiowe. Powoduje to większe przesunięcie zaworu i automatu oddechowego do przodu. Ma to szczególne znaczenie przy zachowaniu poprawnego trymu zwłaszcza w zestawach dwubutlowych tzw. twinsetach, gdzie masa automatów oddechowych oraz zaworów jest dwukrotnie większa.
Szeroka gama produkcyjna pozwala również wybierać butle pod względem masy, np. stalowa butla o pojemności 12 l może ważyć: 10 kg, 11 kg, 12 kg albo 13 kg.

## Gwint
W szyjce butli możemy spotkać gwint:
- M25 walcowy uszczelniany za pomocą uszczelki pierścieniowej.
- stożkowy rzadko stosowany w butlach nurkowych, najczęściej w sprzęcie pożarniczym, technicznym